# Roystonea dunlapiana
Roystonea dunlapiana là loài thực vật có hoa thuộc họ Arecaceae. Loài này được P.H.Allen miêu tả khoa học đầu tiên năm 1952.

## Hình ảnh

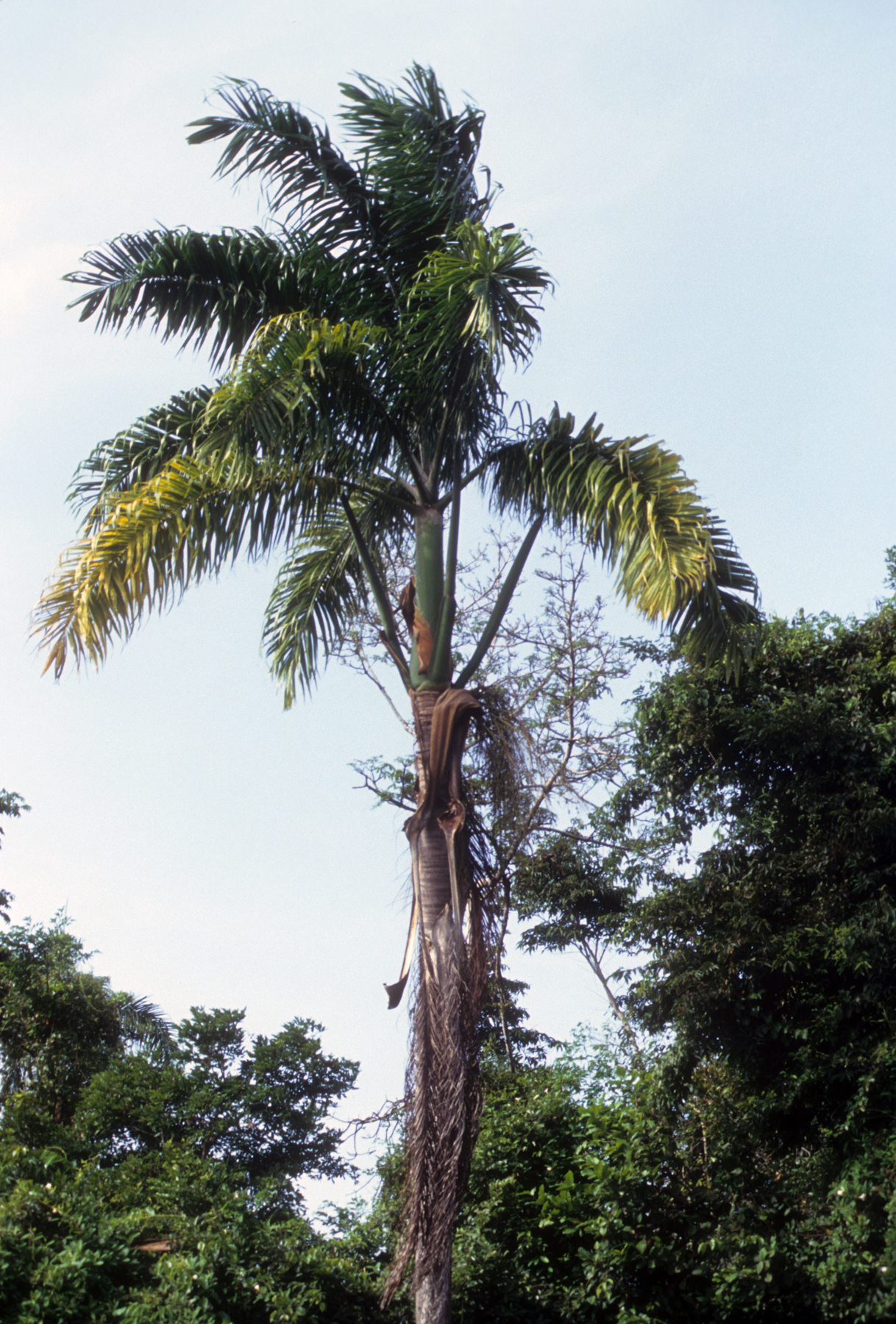
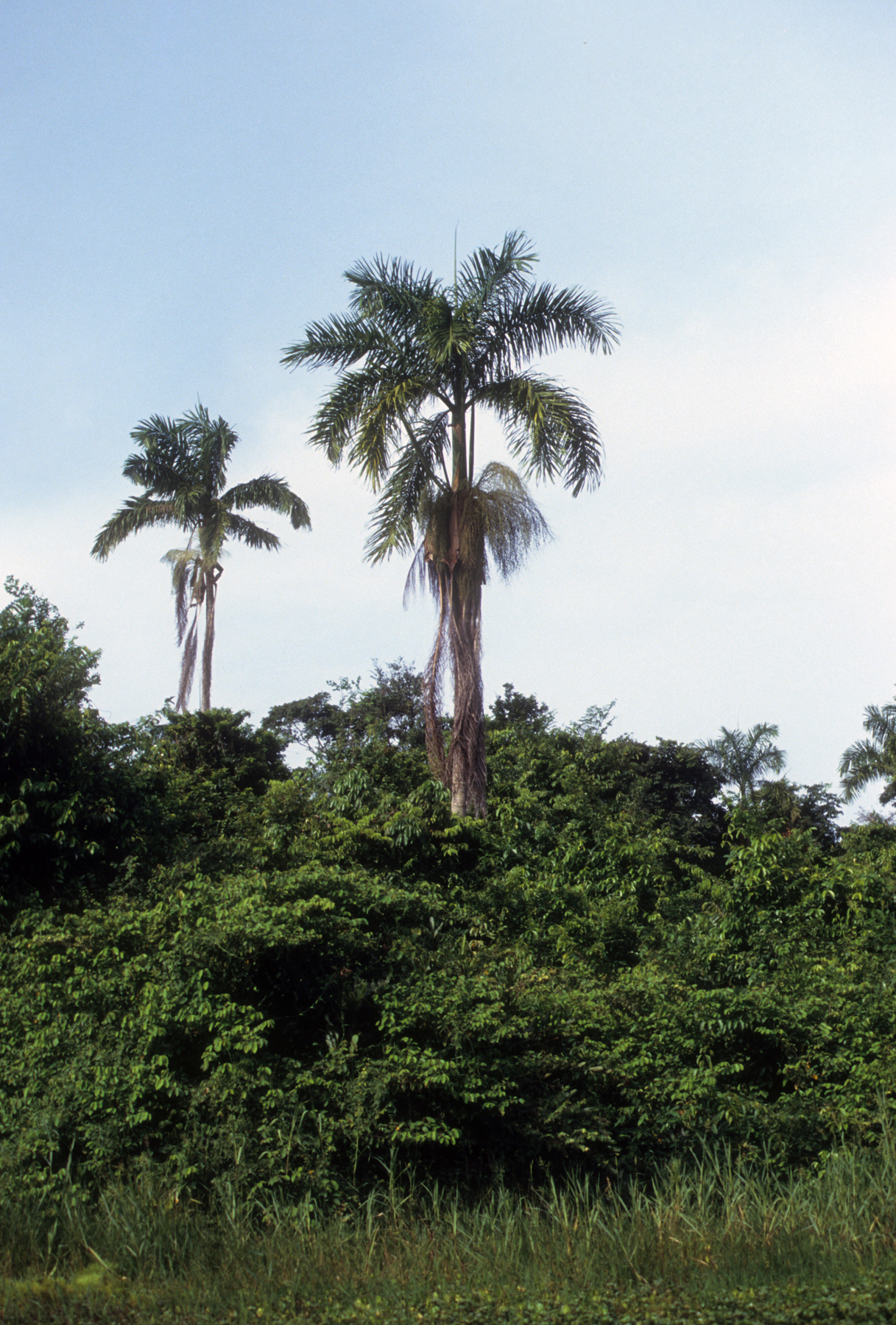
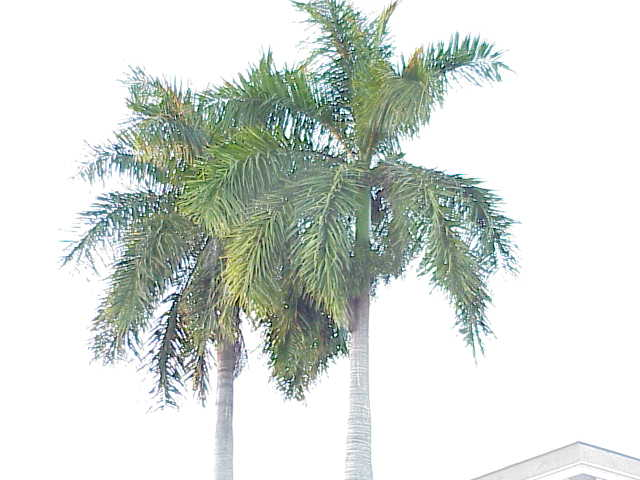
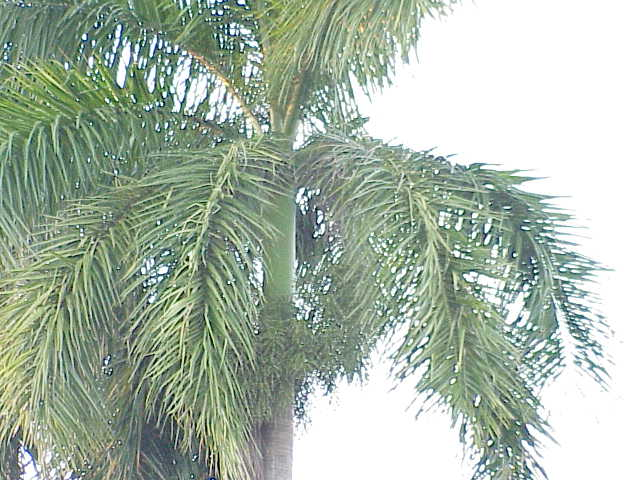